# Линнаньская школа живописи

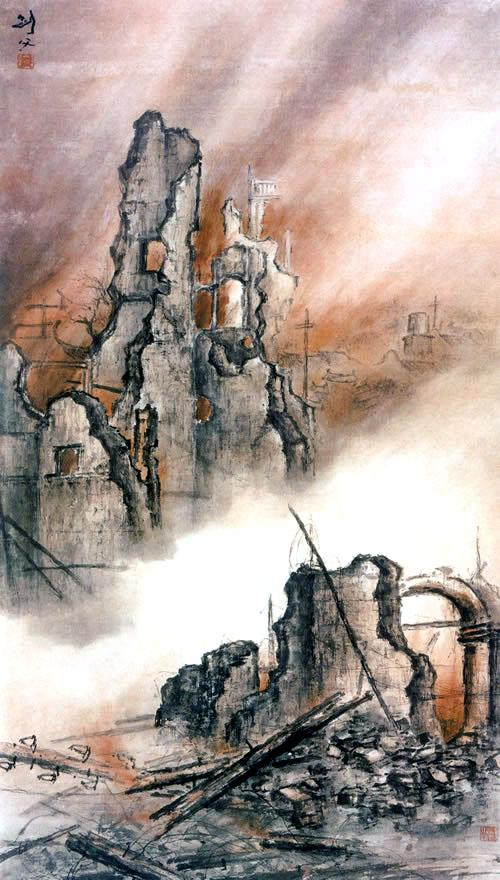
«Пламя восточного поля битвы» (東戰場的烈焰), Гао Цзяньфу, 1930-е.

Линнаньская школа живописи (кит. трад. 嶺南畫派, упр. 岭南画派, пиньинь Lǐngnán huàpài), также называемая Кантонской школой, — стиль живописи, зародившийся в провинции Гуандун, или Линнаньском регионе Китая.
Кантонская школа живописи была создана в XIX веке в провинции Гуандун благодаря Двум Гао и одному Чэню — Гао Цзяньфу, Гао Цифэну и Чэнь Шуженю, которые также известны как «Трое великих из Линнаня» (кит. трад. 嶺南三傑).
Линнанький стиль живописи, по сравнению с традиционным китайским, во многом является революционным и новаторским — он вобрал в себя влияние как европейских изобразительных искусств, так и работ художника ранних времен династии Цин Юнь Шоупина (1633—1690).
В конце XIX века китайские художники, отказавшись от консерваторских идей, активно начали поиск и развитие новых школ и стилей искусства. Это привело не только к активному изменению идеологии среди общественных элит, но и породило «эклектическое объединение китайского (ханьского) и западного стилей, древних и современных» — Линнаньскую школу. Данное направление выступало за внедрение западного стиля и интеграцию западной и китайской живописи, привнося дух революции в восточное искусство, но сохраняя традиционные ханьские изобразительные техники.
Данная школа довольно популярна среди основной этнической группы Китая — ханьцев. Вместе с кантонской оперой и кантонской музыкой они составляют так называемые «три украшения Линнаня» (кит. трад. 嶺南三秀). Линнаньская школа находится в одном ряду с Пекинской и Тяньцзинской, а также Шанхайской школой, и вместе они составляют три столпа современной китайской живописи.

## Название
Термин «Линнаньская школа» не был придуман самими Линнаньскими художниками. Во время расцвета творчества Гао Цзянфу, Гао Цифань и Чэнь Шужэнь за свой выдающийся и революционный стиль были награждены титулом «Трое великих из Линнаня». Это привело к появлению названия «Линнаньская школа». Тем не менее, Чэнь Шужэнь выражал свое недовольство данным названием, потому как ему казалось, что оно не отражает идеологии заимствования иностранных стилей и духа новаторства, а подразумевает под собой лишь обычное региональное направление. Гао Цзиньфу так же никогда не использовал данное название, предпочитая называть свою школу живописи «эклектической».
«Линнаньской живописью» в том числе называют работы всех художников из провинции Гуандун.

## Техники
В соответствии с исследованиями Ван Липу, Линнаньская школа характеризуется следующими особенностями:
1. Фокус на пустом пространстве: как и традиционный китайский стиль, данное направление сфокусировано на «присутствии реалистичного и сюрреалистичного», и «обращение внимания на участки без чернил» — наследие традиционных техник создания изображений тушью и водяными красками.
2. Фокус на штрихах: в Линнаньской школе используются сложные и нетрадиционные штрихи, применяющиеся для создания особой живости и великолепия.
3. Яркие цвета: под влиянием импрессионизма живопись Линнаня сосредотачивается на светлом и легком исполнении. В основном используются очень яркие цвета, что резко отличается от «бледных» работ, выполненных в традиционном стиле.
4. Передача фоновых цветов: с тех пор, как поэт и художник времен династии Тан Ван Вэй начал отстаивать идею, что тушь является главенствующей в картинах[6], традиционная китайская живопись в основном была сфокусирована на использовании туши и почти не использовала иные цвета и краски. Художники Линнаньской школы, в свою очередь, делали прямо противоположное.

## Известные художники
- Чао Шаоань[англ.]
- Гуань Шаньюэ (Guan Shanyue)
- Хэ Сянин (He Xiangning)
- Хуан Чжуньби (Huang Junbi)
- Ли Цзинькунь (Li Jinkun)[7]
- Ли Сюнцай (Li Xiongcai)[7][8]
- Лю Чуньцао (Liu Chuncao)[9]

## Галерея

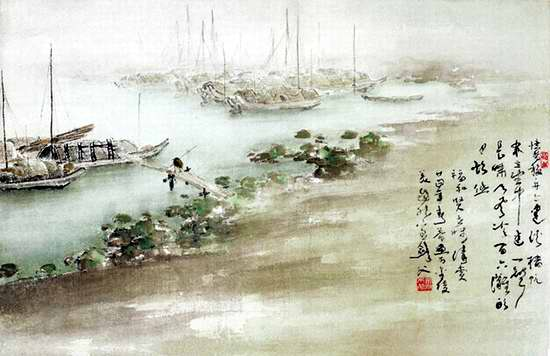
«Дождь в рыбацкой гавани» (漁港雨), Гао Цзяньфу, 1935г.
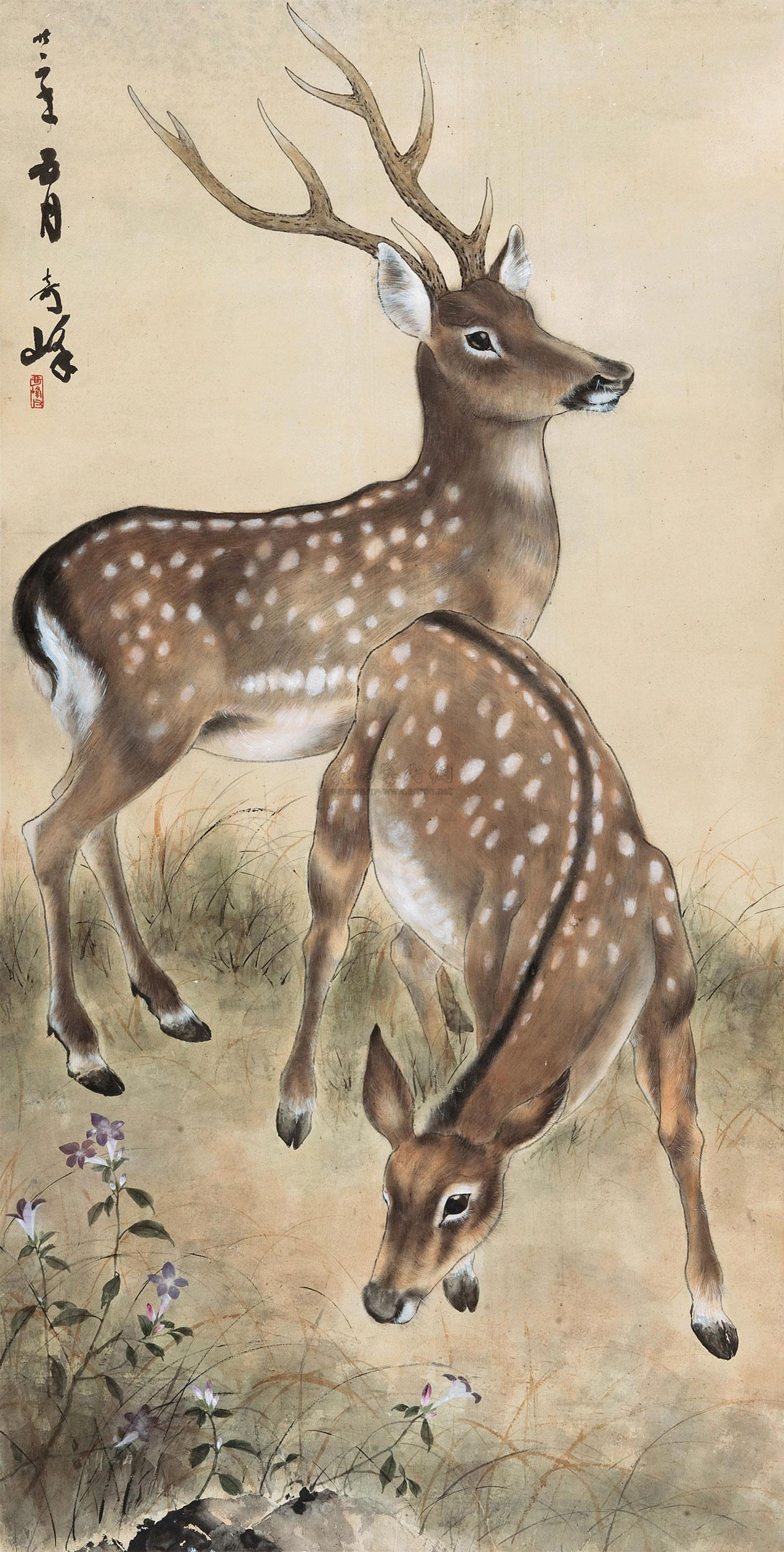
Олень, Гао Цифэн.
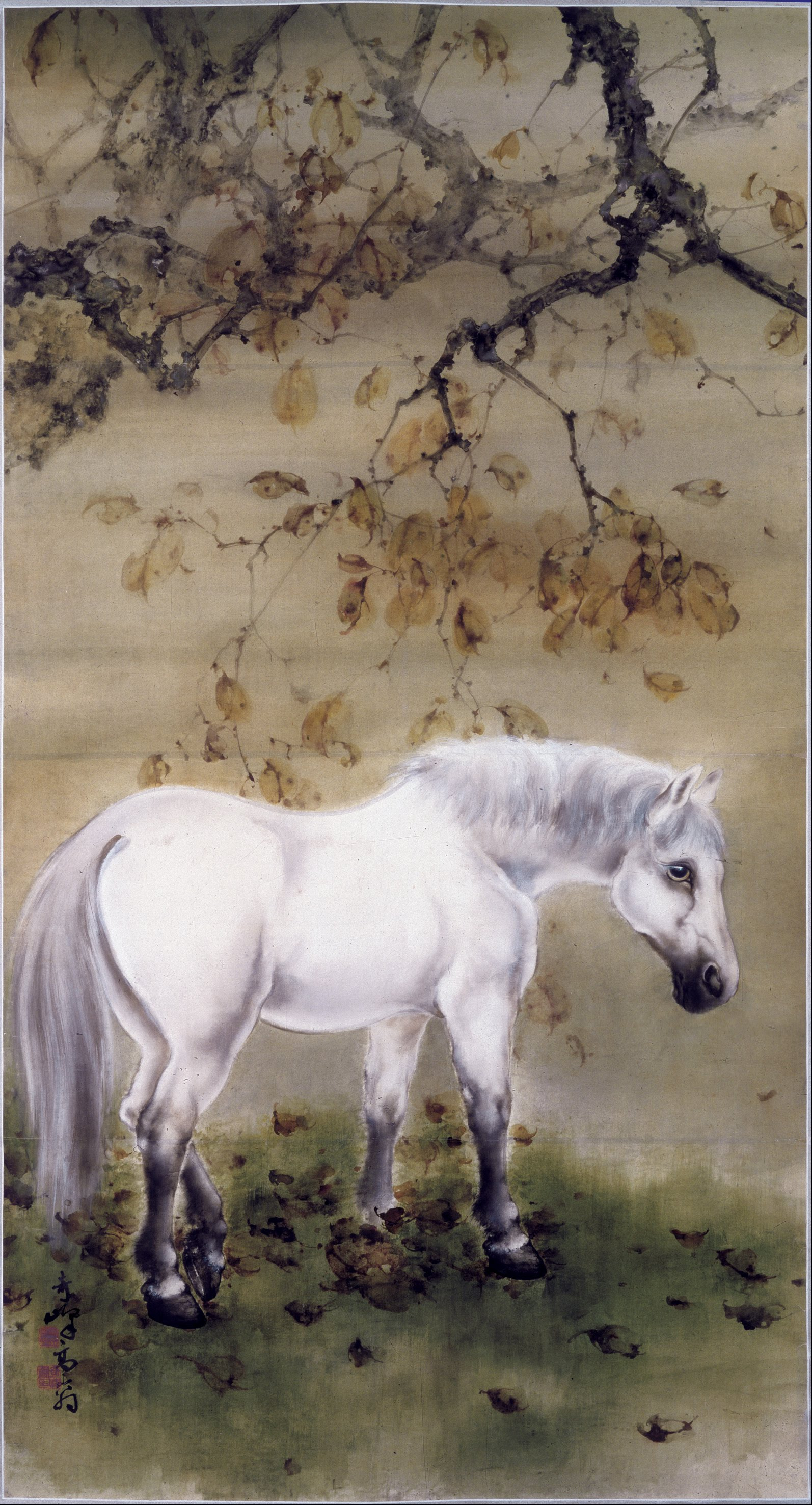
Белая лошадь, Гао Цифэн.
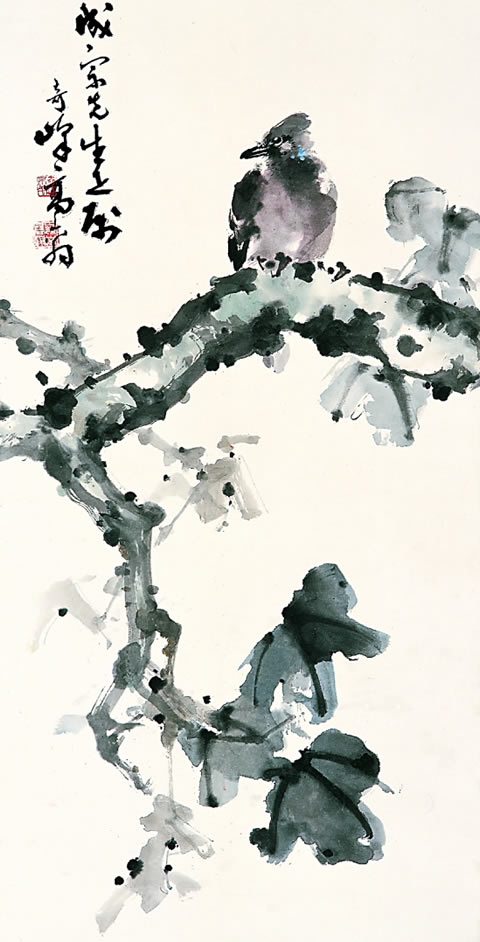
Цветы и птицы, Гао Цифэн.